# Número personal

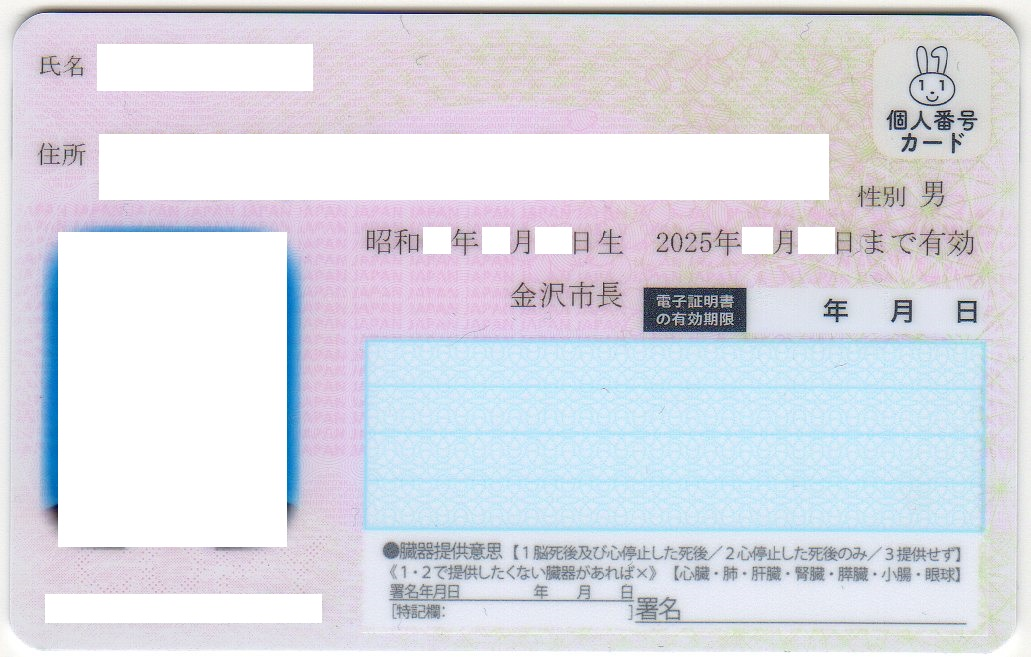
Tarjeta de número personal (kojin bangō kādo).

El número personal (個人番号, kojin bangō), también conocido como My number (マイナンバー, mai nambā), es un número de identificación de 12 dígitos que se emite a todos los ciudadanos y residentes de Japón (incluidos los extranjeros residentes en Japón) y que se utiliza con fines fiscales, de seguridad social y de respuesta a desastres. Los números se emitieron por primera vez a finales de 2015.
Existen ventajas y desventajas en cuanto a la eficiencia al utilizar tanto la Red de Registros Básicos de Residentes como el Sistema Numérico.

## Campaña promocional
Para anunciar la introducción del sistema, el gobierno japonés contrató a la actriz Aya Ueto y creó un personaje mascota llamado "Maina-chan".

## Fraude
El primer fraude relacionado con el sistema se produjo cuando una anciana de la región de Kantō fue estafada en varios millones de yenes.

## Mainapoint
El Ministerio del Interior y Comunicaciones está promoviendo una tarjeta de pago sin dinero en efectivo llamada Mainapoint (マイナポイント) vinculada al My Number de un individuo. Se basa en la plataforma My Key, que existía desde 2017 pero que no había logrado atraer el interés de la población.